# قصة أصل

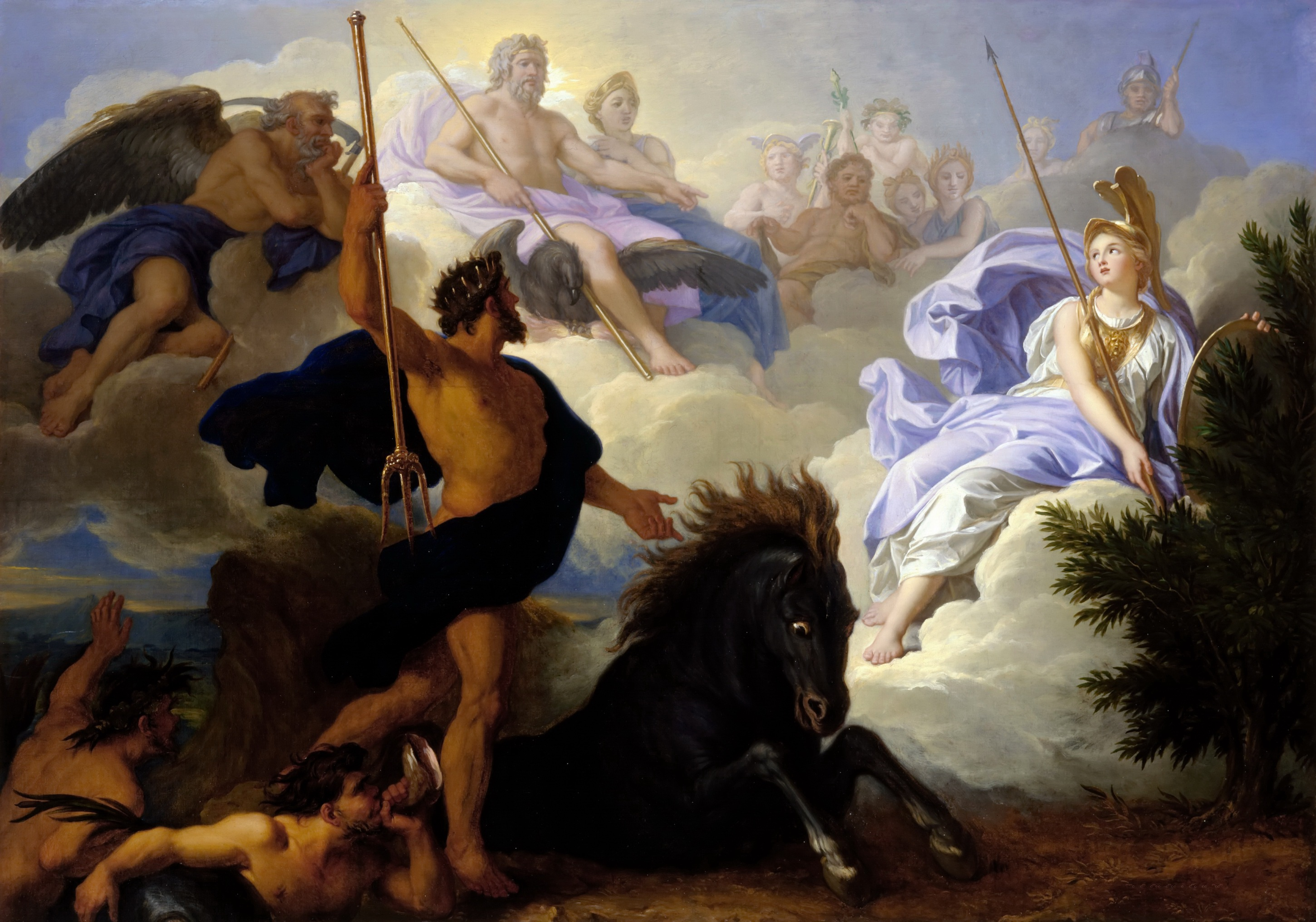
نزاع مينيرفا ونبتون (ح .1689 أو 1706) بقلم رينيه أنطوان هواس، تصور الأسطورة التأسيسية لأثينا

قصة أصل أو أسطورة الأصل (بالإنجليزية: Origin myth)‏ تشير إلى قصة يمكن من خلالها لأفراد أو مجموعات عائلية، أو عشائر أو قبائل أن يصلوا أنفسهم بسلف شهير أو بشعب كامل كذرية أو فرع نسب مفترض لهم، أو كمحاولة انتساب إلى«عشيرة» أخرى. ومن أجل بناء أصل مشترك، صُممت أشجار عائلية ضخمة أو جرى تبني أنساب الآخرين («علم الأنساب المتخيل»).
تنتسب مجموعات اجتماعية نفسها إلى مثل هذا الأصل الأسطوري من أجل تعزيز إحساسهم بالانتماء وتماسكهم الثقافي كمجموعة مستقلة ولتمييز أنفسهم عن المجموعات والثقافات الأخرى (المجموعات الأجنبية). ويمكن أن تأخذ القصص التي تخلق الهوية شكل ملحمة أو حكاية أو أسطورة أو أن تكون موضوعة أدبية؛ كذلك بعض القصص الإتيولوجية تنتمي لهذه القصص.
وصف الإثنولوجي مالينوفسكي (1884-1942) قصص المنشأ أو الأصل، والتي تُستخدم لتسويغ شرعية بعض الشعائر، أو ادعاءات الملكية أو الهيئات الاجتماعية، على أنها ميثاق (قارن كارتا "Charta" كوثيقة أساسية).
غالبًا ما يجري تداول محتويات مثل هذه القصص عن طريق النقل الشفوي، ويجري تغييرها وتزيينها في كل جيل جديد في أثناء النقل والتداول الشفوي قبل تثبيتها بالتدوين؛ بعض القصص تنهل من قصصٍ أجنبية محكية أو مكتوبة من أجل ضمها وربطها بقصص المجموعة الخاصة. في بعض الأحيان ترتبط القصص بالشعائر الدينية ويجري حجبها عن الغرباء.
من الأمثلة المعروفة على حكاية المنشأ قصة الآباء عن إبراهيم ونسله، والتي تخدم بطرق مختلفة لخلق الهوية في الديانات الإبراهيمية الثلاثة اليهودية والمسيحية والإسلام (قارن سياسات الهوية). وفي أسطورة تأسيس معروفة، تنسب مدينة أثينا اليونانية إلى الإلهة المحاربة أثينا.
غالبًا ما تتبع الأساطير السياسية ونظريات الاستمرارية أنماطًا مشابهة لقصص الأصول، على سبيل المثال سلسلة «أصل» الألمان والمجريين واليونانيين أو الشعوب الأخرى في الفكر القومي في القرن التاسع عشر. تسند هذه الأيديولوجيات نفسها إلى معارف تاريخية أو لغوية متماسكة، ولكنها جزئية فقط. وتتميز بادعاءات مطلقة متزامنة مع إستراتيجية تحصين ضد نتائج البحث المخالفة.

## أمثلة تاريخية
- في الإمبراطورية الرومية ما قبل المسيحية، عني الروم بقصص الأصل، فهم نسل الطرواديين، من أينياس الناجي من حرب طروادة، وفقًا لعمل فيرجيل إنايس، وهو كناية عن شعب طروادة. وكفرد، أرجع الجنرال الرومي يوليوس قيصر قائمة أسلافه إلى الإلهة فينوس، كأم لنسبه من خلال حفيدها الوهمي «يولوس» (أو اسكانيوس).
- في العصور القديمة، كان من المعتاد اختيار الشعوب والمجموعات أسلاف لها من عالم القصص من أجل اكتساب ماض أكثر قدم لها مما كان عليه الحال في الواقع، وذلك لتحاشي الدخول في صراع أصول مع شعب تاريخي واقعي. العديد من «الأصول» كتبت بمثابة قصص أصل لعشائر (جنس) العصور القديمة أو العصور الوسطى، وقد قامت القبائل الجرمانية المختلفة مثل القوط، اللومبارد، الأنجلو ساكسون والفرانكن ببناء قصص أصولها، والتي صيغت في البداية شفهيًا ثم كتبت لاحقًا وجرى إثراءها بعناصر من المعارف القديمة (انظر أساطير أصل الشعوب الأوروبية والأساطير القومية الألمانية).
- صاغ لوقا ومتى «نسب يسوع» ليقولا بأن يسوع الناصري سلسيل الملك الإسرائيلي داود: سلسلة تصل إلى 73 جيل بترتيب الأب والابن الوريث. كان القصد من قوائم الأجداد هذه هو إعلان أن يسوع محدد سلفًا من قبل يهوه إله إسرائيل نفسه، ووريث شرعي كامل لشعب الله المختار بني إسرائيل، وأنه غاية تاريخ الخلاص التوراتي بأكمله، والمرشح الوحيد الممكن لمنصب المسيح، وربما كان هدف ذكر النسب كذلك هو حث اليهود على اعتناق الدين المسيحي.
- قامت بعض القبائل الأفغانية ببناء أشجار عائلية يهودية أو عربية بعد أسلمتهم وفي أثناء حكم المغول، وبالتالي كان يُنظر إليهم على أنهم شعب عربي لفترة طويلة (قارن أصل البشتون).

## أمثلة سياسية حالية
- في البلقان وبحدودها السياسية المتغيرة والمثيرة للجدل، هناك العديد من الادعاءات المتنافسة ذات الفعالية الأيديولوجية العالية. في اليونان اليوم، ترتبط نسبتها إلى الهيلينيين القدماء (انظر أطروحة Fallmerayer) جزئياً بالمطالبات الحالية وتلبي ادعاءات الأصل المتناقضة. في مقدونيا، يُعنى أحيانًا بقصة النسب للمقدونيون القدماء وملكهم الشهير الإسكندر الأكبر. في بلغاريا، هناك شغف بدعاء الأصل التراقي. في رومانيا قبل عام 1990م، صار إلى تكوين أصل مستمر من الداكيين، وهو نقاش لا يزال جزئيًا حتى الآن؛ وتعد نظرية الاستمرارية الداكو-رومانية هذه أفضل نظرية استمرارية معروفة لا تزال حاضرة في أوروبا اليوم.
- توجد نزاعات مماثلة بسبب قصص الأصول التركية والكردية التي يستبعد بعضها بعضا. وضع الأتراك السلاجقة أو أتراك الأوغوز من ناحية قصة أصل أب الأوغوز غوز خان في نسب مباشر إلى نوح[3] ومن ناحية أخرى حركة تركيا الفتاة في ذلك الوقت وفق ما يسمى الطورانية رفعت المطالبات التركية إلى واحة مدينة خيوة وإمارة بخارى وسُمي الأكراد «أتراك الجبال». وحتى اليوم، يمد القوميون الأتراك منطقة استيطان الترك إلى سنجان الصينية الحالية، مستشهدين بأسطورة إرجينيكون، وبالتالي، فإن الشعوب التي أخضعت، مثل الأذربيجانيين والأوزبك، على الأقل أقارب.
- صدام حسين، الرئيس السابق للعراق، وضعت له شجرة عائلته في عام 1981 تنسبه إلى كل من الخلفاء العباسيين وعلي (ابن عم وصهر النبي محمد) والسلطان صلاح الدين، وفي عهده، جرى استحضار استمرارية العراق الحالي إلى بلاد ما بين النهرين القديمة؛ ورأى صدام نفسه كخليفة فعلي لنبوخذنصر الثاني (605-562 ق.م)، ملك بابل والإمبراطورية البابلية الحديثة.
- لا تزال عائلتان من القبائل الخمس الكبرى للصوماليين في شمال إفريقيا، قبيلتي إسحاق ودارود، يُنسبان أسطوريًا للشيخ العربي إسحاق باعتباره السلف، الذي قيل أنه كان من نسل صهر النبي محمد، ما يعد انعكاس للتأثير الثقافي الحقيقي للجزيرة العربية وأهمية الدين الإسلامي للصوماليين.

## مواضيع ذات صلة
الأصل:
- قصص أصل العشائر القديمة (Origo gentis) - أمهات القبيلة الأسطورية - أساطير أصل الشعوب الأوروبية - أسطورة التاريخ

التأسيس:
- أسطورة التأسيس - أمازونيات كمؤسسات مدن - بطل مسمى (مؤسس أسطوري)

الأصل:
- إتيولوجيا (التفسير الأسطوري) - ثيوغونيا (أصل الآلهة) - Thephic Theogony (النص) - الأنثروبوجونيا (أسطورة عن أصل البشرية) - الكونيات (أصل العالم) - الكونيات أفريقية

سياسيا:
- أسطورة سياسية - نظرية الاستمرارية - ملحمة قومية - الأساطير الوطنية الألمانية· الأساطير القومية السويسرية - التاريخ القومي (نمط التفسير) - الشعور القومي (الوطنية) - السياسة التاريخية (تفسير حزبي)

عام:
- الذاكرة الجماعية - الذاكرة الثقافية - العمل الجماعي الموجه للأساطير (Mythomotor) - ثقافة الذاكرة (التعامل مع التاريخية)

## روابط إنترنت
- Klaus Graf: الأصل والمنشأ: وظائف الروايات التأسيسية قبل العصر الحديث. في: الأرشيف: Mediaevistik. 08.03.2000 (عرض حول خلق الهوية من خلال قصص المنشأ في الاجتماع السنوي الثالث ل SFB  541 «الهويات والتعديلات» في جامعة فرايبورغ).

## هوامش
1. ↑  سيمور سميث Charlotte Seymour-Smith : قاموس الأنثروبولوجيا. Hall، بوسطن 1986 ، ISBN 0-8161-8817-3 ، صفحة 130 (بالإنجليزية) ؛ اقتباس : "الأنساب الموضوعة : ظاهرة تتعلق بنسيان الأنساب ، حيث يمكن تعديل الأنساب لتناسب بشكل أفضل متطلبات البنية الاجتماعية والقرابة الحالية أو مصالح الشخص أو المجموعة المعنية. يمكن نسيان أو إلغاء الروابط الفعلية للأنساب واستبدال الروابط الجديدة. تكشف عملية إعادة ضبط الأنساب هذه أو إعادة بنائها عن جوانب التفاعل بين "النماذج المثالية" أو هيكل القرابة وواقع العلاقات بين الأشخاص والمجموعات. (انظر النسب: نظرية النسب) ".
2. ↑  برونسيلاف مالينوفسكي: Magic, Science and Religion, and other Essays. Waveland, Glencoe IL 1948, S. 64, 85, 91 und 93 (englisch; Nachdruck: Read Books 2013, ISBN 978-1-4733-9312-7; Fundstellen in der Google-Buchsuche). نسخة محفوظة 2020-07-07 على موقع واي باك مشين.
3. ↑  
Vergleiche جاك بونوا ميشان, Eric Baschet (Hrsg.): Die Türkei 1908–1938. Das Ende des Osmanischen Reiches. Eine historische Foto-Reportage. Swan, Kehl 1980, ISBN 3-89434-004-5, S. ??.